# Austin Hollins
Austin Hollins (Chandler, 8 novembre 1991) è un cestista statunitense, professionista in Europa. È il figlio di Lionel, a sua volta cestista e allenatore.

## Palmarès

### Squadra
- Campione NIT (2014)
- Campionato serbo: 1

Stella Rossa: 2021-2022
- Lega Adriatica: 1

Stella Rossa: 2021-2022
- Coppa di Serbia: 1

Stella Rossa: 2022
- Coppa di Lega israeliana: 1

Maccabi Tel Aviv: 2022

### Individuale
- MVP National Invitation Tournament (2014)